# Leucania argentata
Leucania argentata är en fjärilsart som beskrevs av Márton Hreblay och Shin-Ichi Yoshimatsu. Leucania argentata ingår i släktet Leucania och familjen nattflyn. Inga underarter finns listade i Catalogue of Life.